# مدرسة ثانوية الشهيد بهشتي
مدرسة ثانوية الشهيد بهشتي الذي كان يسمى سابقًا شاهبور هي مدرسة تاريخية تعود إلى القاجاريون، وتقع في رشت.